# Odebolt
Odebolt és una població dels Estats Units a l'estat d'Iowa. Segons el cens del 2000 tenia 1.153 habitants.

## Demografia
Segons el cens del 2000, Odebolt tenia 1.153 habitants, 467 habitatges, i 296 famílies. La densitat de població era de 424 habitants/km².
Dels 467 habitatges en un 27,4% hi vivien nens de menys de 18 anys, en un 56,1% hi vivien parelles casades, en un 5,4% dones solteres, i en un 36,6% no eren unitats familiars. En el 34,7% dels habitatges hi vivien persones soles el 23,1% de les quals corresponia a persones de 65 anys o més que vivien soles. El nombre mitjà de persones vivint en cada habitatge era de 2,3 i el nombre mitjà de persones que vivien en cada família era de 2,99.
Per edats la població es repartia de la següent manera: un 23,4% tenia menys de 18 anys, un 4,9% entre 18 i 24, un 22,8% entre 25 i 44, un 18,8% de 45 a 60 i un 30% 65 anys o més.
L'edat mediana era de 44 anys. Per cada 100 dones de 18 o més anys hi havia 82,4 homes.
La renda mediana per habitatge era de 30.208 $ i la renda mediana per família de 40.917 $. Els homes tenien una renda mediana de 30.000 $ mentre que les dones 18.438 $. La renda per capita de la població era de 15.971 $. Entorn del 7,6% de les famílies i el 9,5% de la població estaven per davall del llindar de pobresa.

## Poblacions més properes
El següent diagrama mostra les poblacions més properes.